# Jensen-Reaktion
|  | Dieser Artikel wurde auf der Qualitätssicherungsseite der Redaktion Chemie eingetragen. Dies geschieht, um die Qualität der Artikel aus dem Themengebiet Chemie formal und inhaltlich auf ein in der Wikipedia gewünschtes Niveau zu bringen. Wir sind dankbar für deine Mithilfe, bitte beteilige dich an der Diskussion (neuer Eintrag) oder überarbeite den Artikel entsprechend. |

Die Jensen-Reaktion, auch Jensen-Acylierung, ist eine Namensreaktion aus der Organischen Chemie. Die Reaktion ist nach ihrem Entdecker Bror Skytte Jensen benannt. Sie dient zur Darstellung von 4-Acyl-5-pyrazolonen/4-Acylpyrazol-5-olen (3, vgl. Abbildung) bzw. 4-Acyl-5-isoxazolonen aus Pyrazolonen (1) bzw. aus Isoxazolonen und Carbonsäurechloriden (2) in Gegenwart von Calciumhydroxid Ca(OH)2. Das bevorzugte Lösungsmittel ist 1,4-Dioxan.

Reaktionsschema der Jensen-Reaktion